# Schloss Louhisaari

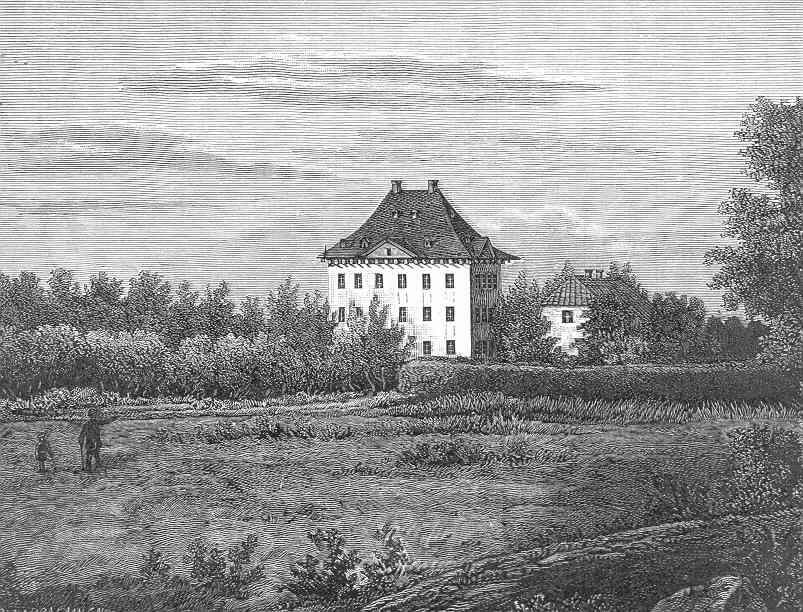
Schloss Villnäs: Reproduktion eines Stichs von O. M. Reuter aus dem Jahr 1901

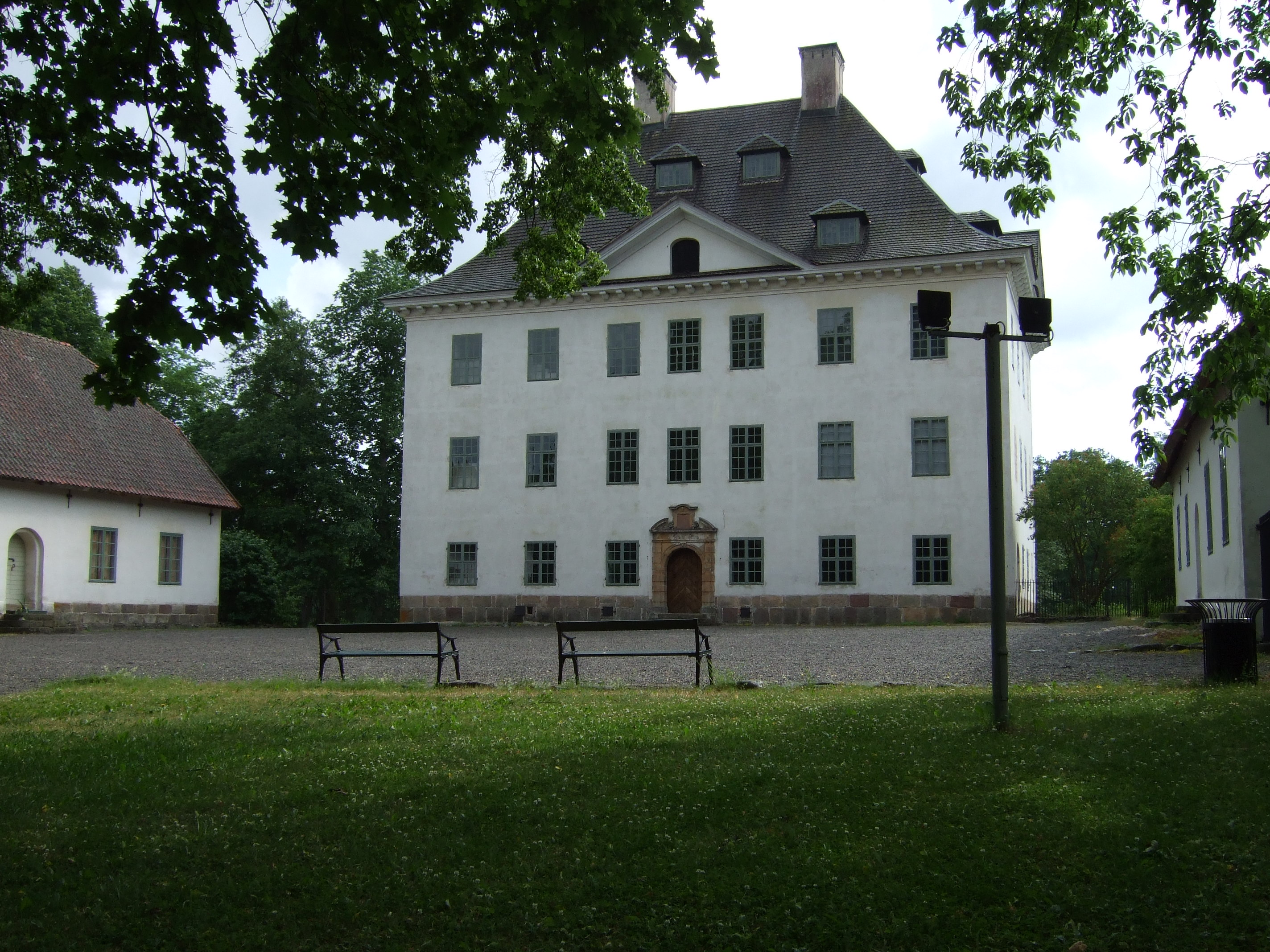
Schloss Louhisaari, 2007

Schloss Villnäs oder Schloss Louhisaari (finnisch Louhisaaren kartano, schwedisch Villnäs slott) ist ein Herrenhaus in der finnischen Landschaft Varsinais-Suomi in der ehemaligen Provinz Westfinnland im Südwesten des Landes zwei Kilometer westlich Askainen/Villnäs.
Das Schloss gehörte über dreihundert Jahre dem Adelsgeschlecht Fleming und, nachdem diese es aus finanziellen Gründen aufgeben mussten, von 1795 bis 1903 den Mannerheims. Carl Gustaf Emil Mannerheim wurde 1867 hier geboren.
Das Hauptgebäude aus dem Jahr 1655 ist im Stil der italienischen Palastarchitektur der Spätrenaissance gehalten. Bauherr war Herman Claesson Fleming (1619–1673). Im Hauptgebäude gibt es Wand- und Deckenmalereien. Das Schloss ist von einem großen englischen Landschaftspark umgeben.
Schloss Villnäs gehört seit 1961 dem finnischen Staat und ist seit 1967 Museum und für die Allgemeinheit zu besichtigen.